# Neferhotep I.
Kasekemre Neferhotep I. je bil faraon Trinajste egipčanske dinastije, ki je vladal v drugi polovici 18. stoletja pr. n. št. ali na začetku 17. stoletja pr. n. št. To obdobje se šteje za  pozno Srednje kraljestvo ali zgodnje drugo vmesno obdobje Egipta. Vladal je enajst let in spada med najbolj dokumentirane faraone Trinajste dinastije.
Rojen je bil v tebanski meščanski družini z vojaško preteklostjo. Njegove sorodstvene vezi s predhodnikom Sobekhotepom III. niso jasne. Lahko bi bil celo uzurpator. Zelo verjetno je bil sodobnik Zimri-Lima Marijskega in Hamurabija Babilonskega. Najpomembnejši ohranjeni dokument iz njegovega obdobja je stela iz Abidosa z ustaljeno podobo Ozirisa in odločno Neferhotepovo izjavo, da je bila narejena "po navodilih bogov na začetku časa".
Proti koncu vladanja je nekaj mesecev do eno leto delil prestol z bratom Sihatorjem. Sihator je umrl malo pred Neferhotepom I., zato je Neferhotep za sovladarja imenoval svojega drugega brata Sobekhotepa IV. Sobekhotep IV. je kmalu zatem postal samostojen vladar in vladal skoraj deset let. Njuno vladanje je pomenilo vrh Trinajste egipčanske dinastije.

## Družina

### Poreklo
Zgleda, da je bil Neferhotep I. iz nekraljevske tebanske družine z vojaško preteklostjo. Njegov stari oče Nehi je bil "častnik mestnega regimenta". Poročen je bil s Senebtisi, o kateri je znano samo to, da so jo naslavljali z običajnim naslovom "gospodarica hiše". Njun edini sin je bil Haankef.
Haankef se v virih omenja kot "božji oče" in "kraljevi pečatar", žena Kemi pa "kraljeva mati", kar kaže, da noben ni bil modre krvi. Njuno starševstvo potrjujejo številni skarabejski pečati iz El-Lahuna. Haankef je kot Neferhotepov oče izrecno omenjen v Torinskem seznamu kraljev, sestavljenem v ramzeškem obdobju. Seznam je primarni vir podatkov za faraone tistega časa. Očetovstvo se v Torinskem seznamu kraljev omenja izjemno redko. Omenjajo se samo imena faraonov, imena oseb nekraljevskega porekla pa so povsem izključena. Na Torinskem sezmamu je razen Haankefa omenjen samo oče Sobekhotepa II.
Egiptologi poudarjajo, da Neferhotep I., njegov naslednik Sobekhotep III. in njegov naslednik Sobekhotep IV. svojega porekla sploh niso skrivali, ampak so ga na pečatih in stelah celo poudarjali. S takšnim obnašanjem so verjetno želeli pretrgati vezi  svojimi predhodniki, zlasti s Set Meribrejem, katerega spomenike so si prilastili in z njih zbrisali Set Meribrejeve podobe. Vzrok za takšno obnašanje ni znan.

### Potomci in nasledstvo
Napis v Asuanu kaže, da je imel Neferhotep I. najmanj dva otroka, po starših imenovana Haankef in Kemi. Mogoče je imel tudi sina Vahneferhotepa. Neferhotep I. je kljub temu za svojega sovladarja izbral brata Sihatorja. Oba sta nekaj mesecev zatem umrla in nasledil ju je treji brat Sobekhotep IV.
Sobekhotep IV., katerega vladavina je pomenila višek Trinajste dinastije, je omenjen na steli  (Kairo JE 51911), postavljeni v Amonovem templju v Karnaku, ki pravi, da je bil rojen v Tebah:
Moje veličanstvo je prišlo v južno mesto (tj. Tebe), ker sem želel videti vzvišenega boga; to je mesto, v katerem sem bil rojen… Moč njegovega veličanstva (tj. Amona) sem videl na prav vsakem praznovanju ko sem bil še otrok in tega nisem razumel.
Neferhotep I. bi resnično lahko bil rojen v Tebah, čeprav je bila prestolnica Egipta takrat še v Ititaviju v bližini sodobne vasi el-Lišt.

## Vladanje

### Dokazi
Artefakti
Neferhotep I. je znan z relativno veliko predmetov, najdenih na obširnem ozemlju od Biblosa v Feniciji na severu do egipčanskih trdnjav Buhen in Mirgisa v Spodnji Nubiji na jugu. Največ jih je iz južnega dela Gornjega Egipta. Edini znani dokaz iz Spodnjega Egipta je skarabej iz Tel el-Jahudije. Med druge dokaze spada več kou 60 skarabejskih pečatov, dva valjasta pečatnika, kip z Elefantine in enajst skalnih napisov iz Vadi el-Šat el-Rigala, otoka Sehel, Konossa in otoka File. Napisi omenjajo člane Neferhotepove družine in dva visoka uradnika, "kraljevega znanca Nebanka" in "zakladnika Senebija". Iz Abidosa sta znani dve steli. Eno od njiju je Neferhotep uzurpiral  faraonu Vegafu in datira v četrto leto njegovega vladanja. Na njej je prepoved gradnje grobnic ob Vepvavetovi sveti procesijski poti. V Karnaku so odkrili naosa s kipoma Neferhotepa I. in  podstavek kipa s kartušama Neferhotepa I. in njegovega sina Sobekhotepa IV. Nekaj dokazov je tudi iz fajumske regije, v kateri je bila takrat egipčanska prestolnica. Najpomembnejši so faraonovi kipi, posvečeni bogovom Sobeku in šedetskemu Horu. Kipi so zdaj v Mestnem arheološkem muzeju v Bologni.
Seznami kraljev
Neferhotep I. je omenjen v 34. vnosu Karnaškega seznama kraljev in 25. vrstici 7. kolone Torinskega seznama kraljev. Slednji mu pripisuje 11 let in 1 do 4 mesece vladanja, kar ga po tem kriteriju uvršča na drugo ali tretje mesto v dinastiji: Merneferre Aj je vladal 23 let in Sobekhotep IV. 9-12 let.

### Kronologija
Relativni kronološki položaj Neferhotepa I. je razviden s Torinskega seznama kraljev in primarnih virov. Bil je naslednik Sobekhotepa III. in predhodnik Sobekhotepa IV. Ker sta dobro dokazana tudi njegova starša, so egiptologi, med njimi Kim Ryholt in Darrell Baker, prepričani, da ni bil kraljevskega porekla in da je bil uzurpator. Pri tem je pomembno vlogo igrala vojaška preteklost  njegove družine.
Absolutni kronološki položaj Neferhotepa I. je sporen. Ryholt in Baker ga vidita kot  26. oziroma 27. faraona Trinajste dinastije, medtem ko Detlef Franke in  Jürgen von Beckerath trdita, da je bil 22. vladar te dinastije. Razlika v absolutnih datiranjih različnih egiptologov znaša kar 40 let: od okoli 1740 pr. n. št. (Ryholt) do okoli 1700 pr. n. št. (Schneider).

### Ozemlje
Neferhotep I. je ali uzurpiral prestol na račun Sobekhotepa III. ali ga od njega nasledil. Egiptolog Kim Ryholt je prepričan, da je takrat najmanj v vzhodnem delu delte Nila že vladala neodvisna kanaanska Štirinajsta dinastija, kar bi lahko pojasnilo, zakaj so v Spodnjem Egiptu odkrili samo en Neferhotepov skarabejski pečat. Nekateri egiptologi njegovo teorijo sprejemajo,  drugi pa jo zavračajo in trdijo, da je vladal v celem Egiptu. Njihovo domnevo morda potrjuje več najdb v severovzhodnem Egiptu in Levantu, zlasti stela guvernerja Biblosa Jantinuja. in štirje skarabejski pečati iz Kanaana, ki kažejo, da je imel dovolj moči za vzdrževanje trgovskih zvez z Levantom.
Med nedavnimi izkopavanji so v bližini pečatov močnega hiškga kralja Hajana iz Petnajste dinastije (okoli 1650–1550 pr. n. št.) v sorodnem arheološkem kontekstu odkrili pečate Neferhotepovega brata Sobekhotepa IV., ki morda kažejo, da sta bila sodobnika. Če je to res, bi Neferhotep I. lahko bil sodobnik kralja Hajana ali enega od njegovih predhodnikov, morda  Sakirharja, in vladal tudi v Nilovi delti. Če sta Sobekhotep IV. in Hajan vladala stoletnim zamikom, kot kaže konvencionalna egipčanska kronologija, postane teorija skrajno sporna.

### Dejavnosti
O Neferhotepovih dejavnostih med desetletno vladavino je kljub temu, da je dobro dokaza, zelo malo znanega. Pedestal kipa Neferhotepa I. in Sobekhotepa IV. in svetišče, ki ga je v Karnaku odkril Georges Legrain, kažeta, da je tam opravil nekaj gradbenih del. Domnevo potrjuje odkritje drugega svetišča v Karnaku leta 2005, v katerem je 1,80 m visok dvojni kip Neferhotepa I., ki se drži za roke. Svetišče je bilo pod temelji severnega Hačepsutinega obeliska.
Najpomembnejši ohranjeni spomenik je zelo erodirana stela iz Abidosa, postavljena v drugem letu Neferhotepovega vladanja. Napis na steli spada med samo nekaj staroegipčanskih vladarskih besedil, ki opisujejo, kako je faraon sklenil in naročil postavitev Ozirisovega kipa. Napis se začne z  Neferhotepovimi vladarskimi naslovi, katerim sledi opis, kako si je  Neferhotep v njegovi palači "vzvišene lepote", najverjetneje v Ititaviju, zaželel, da bi izdelal Ozirisoovo podobo v čast njegovemu letnemu praznovanju  v Abidosu v Gornjem Egiptu. V ta namen je svoje uradnike najprej sprašal, kako naj se izdela Ozirisova podoba, ki naj bi jih vsebovala "prvobitna Atumova besedila". Uradniki so ga odpeljali v tempeljsko knjižnico, kjer so bila shranjena besedila. Faraon je nato na abidoško praznovanje kot odposlanca poslal svojega "skrbnika faraonove lastnine". Medtem ali morda že pred tem so pod faraonovim nadzorom izdelali kip Ozirisa iz srebra, zlata in bakra. Faraon je zatem tudi samo odšel na praznovanje  v Abidos.
Na splošno velja, da je bilo  Neferhotepovo obdobje cvetoče, ker so bili med njegovim in bratovim vladanjem postavljeni številni zasebni spomeniki. Nekateri spomeniki, predvsem kipi, so izredno kakovostno izdelani.

### Grobnica
Leta 2017 grobnica Neferhotepa I. še ni bila uradno prepoznana, vendar prevladuje mnenje, da je bila v Abidosu. Skupina arheologov z Univerze Pensilvanije  pod vodstvom Josefa W. Wegnerja že od leta 2013 raziskuje kraljevo nekropolo v Abidosu iz obdobja poznega Srednjega kraljestva do drugega vmesnega obdobja Egipta. Nekropola je pod gričem, v Starem Egiptu znanem kot Anubisova gora, in ob obsežnem pokopališkem kompleksu Senusreta III. iz Dvanajste dinastije. Na neropoli sta dve veliki grobnici iz srednje Trinajste dinastije, ki sta verjetno imeli piramidi, in osem manjših grobnic, ki so verjetno pripadala vladarjem Abidoške dinastije. Ena od velikih grobnic, označena z S10, je bila v drugem vmesnem obdobju povsem izropana in opustošena. Zanjo velja, da je pripadala Neferhotepovemu bratu Sobekhotepu IV.  Trditev temelji na več najdbah Sobekhotepovega imena v bližnjih kraljevih grobnicah, na primer v grobnici Voseribre Senebkaja iz Abidoške dinastije. Wegner iz vsega tega sklepa, da bi velika sosednja grobnica neznanega faraona lahko pripadala Neferhotepu I. Egiptolog ob tem poudarja, da sta bila oba faraona med svojim vladanjem zelo aktivna v abidoški regiji.
Starejša hipoteza, ki sta jo zagovarjala Nicolas Grimal in Michael Rice je trdila, da je bil Neferhotep I. pokopan v  Lištu v bližini Senusreta I. Drugi egiptologi so v nasprotju z njima soglasni, da hipoteze ne potrjuje nobena najdba.  Grimalova hipoteza temelji samo na najdbi Neferhotepovih skarabejev in ušabtija princa Vahneferhotepa v bližini severne pristopne poti k pogrebnemu templju Senusreta I. Ušabti je bil povit  s platnom in položen v miniaturno krsto, ki je bila po slogu datirana v Trinajsto dinastijo. Vahneferhotepovo ime in naslov "kraljev sin" kažejo, da je bil morda sin Neferhotepa I., pokopan v bližini očetove piramide.
Alternativna teorija Dawn Landua-McCormack trdi, da bi Južna sakarska piramida lahko pripadala Neferhotepu I. V piramidi iz srednje Trinajste dinastije sta dve sobi s sarkofagoma, v katerih bi lahko bila pokopana dva bogata  brata-faraona, na primer Neferhotep I. in Sobekhotep IV.

## Sovladanja
Okoliščine Neferhotepove smrti niso znane. Nasledil ga je brat Sobekhotep IV., ki je bil morda najpomembnejši vladar Trinajste dinastije. Brat Sihator, ki je kot Neferhotepov naslednik omenjen na Torinskem seznamu kraljev, je verjetno vladal samo nekaj mesecev kot njegov sovladar in nikoli kot samostojen vladar. Po njegovi smrti je Neferhotep za svojega sovladarja imenoval drugega brata Sobekhotepa IV. Vsi trije skupaj so upodobljeni na dveh napisih na  otoku Sehel, kar bi lahko pomenilo, da so nekaj časa vladali skupaj, čeprav je bil Sihator tako na Torinskem kot na Karnaškem seznamu razglašen za mrtvega. Drug dokaz je napis v Vadi Hammamatu, na katerem sta druga ob drugi kartuši Neferhotepa I. in Sobekhotepa IV. Nekaj egiptologov v tem vidi dokaz sovladanja obeh faraonov. Veliko drugih, med njimi Kim Ryholt, to razlago zavrača v prepričanju, da je dal napis napisati Sobekhotep v čast svojega pokojnega brata.

## Zgodovinski sinhronizem
Stela z imenom Neferhotepa I. je zelo pomembna za arheologe in zgodovinarje, ker omogoča uskladitev egipčanske in bližnjevzhodnih kronologij.  Stela prikazuje "guvernerja Biblosa Jantinuja, prvorojenca guvernerja Jakina", sedečega na prestolu, pred njim pa sta ime nomen in praneomen faraona Neferhotepa I. Prikaz je pomemben iz dveh razlogov. Prvič: Jakin je verodostojno prepoznaven kot Jakin-Ilu Bibloški, znan z valjastega pečata faraona Sehetepibreja, kar kaže, da je njuni vladavini ločevala ena generacija.  Drugič: "kralj Biblosa Jantin-Amu" je znan iz marijskih arhivov in je bil najverjetneje istoveten z guvernerjem Biblosa Jantinujem z omenjene stele. Biblos je bil v tistem času delno avtonomen egipčanski guvernat (provinca), "kralj Biblosa" pa bi moral biti semitski kralj, ki je vladal v mestu v imenu egipčanskega faraona. V marijskih arhivih prevladujejo dokumenti iz vladavine zadnjega marijskega kralja Zimri-Lima, sodobnika kralja Hamurabija Babilonskega, ki je nazadnje osvojil Mari. Zapisi omogočajo sinhronizem vladarjev Neferhotepa I. – Jantinuja – Zimri-Lima – Hamurabija.